# Strzelanina w meczecie w Bærum
Strzelanina w meczecie w Bærum – strzelanina, do której doszło 10 sierpnia 2019 w Bærum w Norwegii.

## Przebieg
Około godziny 16 pod meczet al-Nur w Bærum przybył uzbrojony w dwie strzelby i pistolet sprawca, który ostrzelał okna, po czym wszedł do meczetu. W chwili ataku w meczecie przebywały trzy osoby. Sprawca zaczął strzelać do osób zgromadzonych w budynku, w wyniku czego ranna została jedna osoba. Napastnik został w trakcie strzelaniny obezwładniony przez osoby znajdujące się w meczecie. Na miejsce przybyła wkrótce policja, która aresztowała napastnika.

## Sprawca
Sprawcą jest 21-letni Norweg Philip Manshaus, będący etnicznym mieszkańcem Norwegii. Reprezentował skrajnie prawicowe poglądy, sprzeciwiał się polityce imigracyjnej oraz z podziwem wyrażał się o Vidkunie Quislingu. Przed zamachem wyraził uznanie dla zamachów w Christchurch w mediach społecznościowych.
Przed zamachem zamordował swoją 17-letnią przyrodnią siostrę, której ciało znaleziono w jego mieszkaniu w Bærum tego samego dnia.